# Barakah yoqabil Barakah
Barakah yoqabil Barakah (em árabe: بركة يقابل بركة; Hejazi: [baraka jiˈgaːbɪl baraka]) é um filme de drama saudita de 2016 dirigido e escrito por Mahmoud Sabbagh, o qual estreou no Festival Internacional de Berlim. Foi selecionado como representante de seu país ao Oscar de melhor filme estrangeiro em 2017.

## Elenco
- Hisham Fageeh - Barakah
- Fatima AlBanawi - Bibi
- Sami Hifny - Da'ash
- Khairia Nazmi - Daya
- Abdulmajeed Al-Ruhaidi - Maqbool